# 西浦さゆり
 西浦 さゆり（にしうら さゆり、10月27日 - ）は、日本の女性歌手、作曲家、作詞家。三重県出身。

## 来歴
音楽活動を行うため三重県から上京し、自身のアーティスト活動をしながら楽曲提供などの作家活動も行っている。
2015年7月18日に自身初のワンマンライブを行った。

## 人物
小さい頃、モーニング娘。や松浦亜弥が大好きで踊っていたりした。それから徐々に洋楽を聴くようになり特にアヴリル・ラヴィーンにはまる。最近はLiSAや藍井エイルが好き。
ギターについては、ある時マイケル・シェンカーが夢に出てきて名前も知らなかったが、起きてから調べたら超絶ギタリストであることが分かり、「これは私にギターやれってことかな」と思いギターを始めた。

## ディスコグラフィ

### タイアップ
| 曲名                | タイアップ作品                                                                     |
| ------------------- | ---------------------------------------------------------------------------------- |
| ステア              | オンラインカート「ステアDASH」テーマソング                                         |
| stealing            | ニンテンドーDS「デキる男のモテライフ」エンディングテーマ                           |
| Edge of the Destiny | アーケード「デモンブライド」主題歌・テレビ東京「アニソンぷらす」オープニングテーマ |
| KISS&GO!            | ドラマCD「はちみつカフェ」主題歌                                                   |

### 楽曲提供
（＊eN名義含む。/声優によるキャラクターソング含む。）
| 曲名                      | 収録作品                                                                    | 歌                                           | 担当         |
| ------------------------- | --------------------------------------------------------------------------- | -------------------------------------------- | ------------ |
| Edge of the Destiny       | デモンブライド キャラクターソングCD「Edge of the Destiny」                  | 谷山紀章                                     | 作曲         |
| Innocent love             | デモンブライド キャラクターソングCD「Innocent love/Daylight Moon ver.零彗」 | 谷山紀章                                     | 作詞・作編曲 |
| 嘘                        | デモンブライド キャラクターソングCD「嘘」                                   | 加藤英美里                                   | 作詞曲       |
| Refrain -call your dream- | つきねこプロジェクト キャラクターソング・ドラマCD「つきねこ」               | 今井麻美、喜多村英梨、阿久津加菜、五十嵐裕美 | 作編曲       |
| ハートの予感              | つきねこプロジェクト キャラクターソング・ドラマCD「つきねこ」               | 五十嵐裕美                                   | 作詞・作編曲 |
| スターライト              | つきねこプロジェクト キャラクターソング・ドラマCD「つきねこ2」              | 桑門そら                                     | 作編曲       |
| FLY                       | つきねこプロジェクト キャラクターソング・ドラマCD「つきねこ2」              | 森谷里美                                     | 作編曲       |
| ありのままに駆け抜けろ    | つきねこプロジェクト キャラクターソング・ドラマCD「つきねこ2.5」            | 山本綾                                       | 作曲         |
| KISS&GO!                  | ドラマCD「はちみつカフェ」                                                  | 宮本佳那子                                   | 作詞曲       |
| メリーゴーランド          | つきねこプロジェクト キャラクターソング・ドラマCD「つきねこファイナル」     | 五十嵐裕美                                   | 作曲         |
| I wish                    | つきねこプロジェクト キャラクターソング・ドラマCD「つきねこファイナル」     | 阿久津加菜                                   | 作曲         |
| カーネーション            | FLASH BACK [Type-A]                                                         | 出口陽                                       | 作詞・作編曲 |

## ライブ
| 公演年 | 開催日   | タイトル                            | 会場                        |
| ------ | -------- | ----------------------------------- | --------------------------- |
| 2014年 | 10月26日 | さゆりん祭                          | 川崎 Music Bar Teen Spirits |
| 2015年 | 7月18日  | 1stワンマンライブ『～LOVE&POWER～』 | 川崎 Serbian Night          |

## ラジオ番組
レギュラー
- 『さゆりんのときめきロックニャイト！！』（かわさきエフエム、2014年4月25日 - 2015年3月27日 毎月第4金曜日19:00 - 19:30）

ゲスト
- 森谷里美の完パケラジオ！[6]